# Abu-Yahya Zakariyyà al-Irjaní
Abu-Yahya Zakariyyà al-Irjaní fou imam ibadita al Djabal Nafusa a la Tripolitana elegit a una data desconeguda però que seria posterior almenys al 906; els fatimites van dominar Tripolitana abans del 909 i van expulsar els rustúmides: La seva elecció seria posterior al govern de l'imam rustúmida Abu Hatim Yusuf ibn Ani l-Yakzan Muhammad ibn Aflah ibn Abd al-Wahhab ibn Abd al-Rahman ibn Rustam (que va governar fins al 906/907) o a la caiguda de la dinastia de Tahert (909).
Era imam mudafi (imam de la defensa). Només dominava les muntanyes Nafusa (Djabal Nafusa) però va aconseguir mantenir la independència envers els fatimites. La seva capital fou a Irdjan o Ardjan (o Urjan) a l'est del Djabal Nafusa, modernament ruïnes de Khirbat Ardjan prop de Mezzu, i propera de Djadu. En el seu govern es van enfrontar en una guerra civil els Banu Zemmur i la gent de Termisa. Els fatimites, aprofitant les lluites, van envair el territori el 922/923 sota direcció del general Ali ibn Salman al-Dai, però foren rebutjats davant de la fortalesa d'al-Djazira; en una segona batalla a Tirakt, l'imam va resultar mort (vers 923).
El va succeir el seu fill Abu Zakariyya ibn Abi Yahya al-Irdjani amb títol d'hakim.